# Arturo Sorli Llorens
Arturo Sorli Llorens (Valencia, 1925 - Valencia, 13 de diciembre de 2007). Fue uno de los máximos representantes de la escultura figurativa mediterránea.

## Estudios
Estudió en la Escuela de Artes y Oficios de Valencia y en la de Bellas Artes de San Carlos. Discípulo aventajado del escultor Ricardo Boix.

## Historia y Vida
Obtuvo el Premio de la Fundación Roig y consiguió el accésit en el Certamen del Salón de Primavera de Valencia. Fue becado por la Universidad de Valencia y por la Diputación Provincial. Seleccionado en los premios de la Caja de Ahorros de Valencia, en los de Artesanía Valenciana y en el certamen del Ayuntamiento de Valdepeñas. Amador Griñó, le dedicó una tesis titulada “Arturo Sorlí: una generación perdida”. Escultor figurativo que trataba de aunar el clasicismo academicista con una estilización de corte mediterránea. Trabajó desde las terracotas a bronces pasando por alabastros. Su obra ha quedado patente en la Diputación de Valencia, en la Caja de Ahorros de Valencia y en colecciones privadas de Salta (Argentina), México, Málaga, Tarragona y Valencia. Sus restos han sido incinerados en Silla (Valencia).